# Osman Yusuf Kenadid

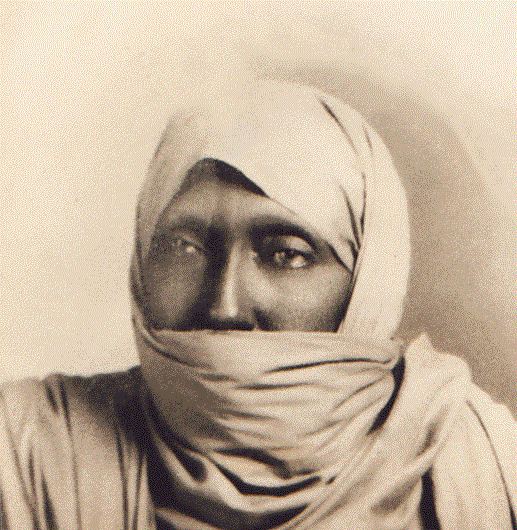
Yaasiin

Yaasiin Sismaan Kinadiid (en árabe, ياسين عثمان كينايديض, Obbia, Somalia, 1919) es un intelectual somalí fundador de la Liga de la Juventud Somalí y escritor de un diccionario de la lengua somalí. El hermano de su padre fue el creador del sistema de escritura osmanya.